# Rankemossen
Rankemossen är ett naturreservat i Laxå kommun i Örebro län.
Området är naturskyddat sedan 2009 och är 286 hektar stort. Reservatet omfattar Stora och  Lilla Rankmossen och sjöar/gölar, Gäddsjön i söder och Lomgölarna i norr. På mossarna växer tall som även finns i kantområdena. 